# Magomedali Vagabov
Magomedali Vagabov (1er janvier 1975 - 21 août 2010), également orthographié Magomed Vagapov et connu sous le pseudonyme d'Amir Sayfullah, était un chef islamiste opérant à l'intérieur de la république du Daghestan. Il a été l'un des militants les plus actifs dans le Caucase et combattait le gouvernement pro-russe de Ramzan Kadyrov sous les ordres de Dokou Oumarov, émir autoproclamé de l'Émirat du Caucase.

## Biographie
Il naît le 1er avril 1975 à Gounib au Daghestan.
À la suite de l'effondrement de l'URSS en 1991, il poursuit ses études religieuses et rejoint le Pakistan en 1994 où il intègre une école coranique. Il se déplace ensuite à Karachi où il étudie les principes de la charia, la loi islamique, alors que la première guerre de Tchétchénie (1994-1996) secoue le Caucase.
En 1997, il retourne dans sa ville natale au Daghestan et y ouvre une mosquée mais se heurte aux autorités locales en raison de son extrémisme. La même année, il voyage en Tchétchénie pour étudier au camp de Serzhen-Yurt, dirigé par le chef de guerre Ibn al-Khattab. Vagabov est désigné commandant militaire de la première cellule (jamaat) insurrectionnelle créée à Gounib. L'année suivante, une violente altercation entre les salafistes du village de Karamakhi et les autorités l'incite à prendre les armes contre les Forces armées de la fédération de Russie.
Après les succès portés par l'armée russe contre les membres de son groupe à l'issue de la seconde guerre de Tchétchénie, il se rend aux autorités en 2001 pour bénéficier d'une amnistie, mais reprend les armes six mois plus tard. Après un court séjour en Afghanistan au cours duquel il est soupçonné d'avoir entretenu des liens avec la direction centrale de la nébuleuse d'Al-Qaïda, il revient au Daguestan et se range sous les ordres de l'"émir" de la jamaat de Khassaviourt, Rappani Khalilov. En 2005, Vagabov rejoint les rangs de Sharia Jamaat, milice islamiste fondée par Rasul Maksharipov.
Un an après l'abolition de la république tchétchène d'Itchkérie et la proclamation de l'Émirat du Caucase par Dokou Oumarov en octobre 2007, Vagabov se rapproche davantage de l'ex-président indépendantiste et figure parmi son conseil. En 2009, une source du FSB le présente comme un recruteur de jeunes combattants pour Sharia Jamaat. Il est accusé d'avoir perpétré plusieurs attaques contre les forces de sécurité et d'être le responsable d'actes de sabotage contre des chemins de fer.
Il est l'instigateur présumé des Attentats du 29 mars 2010 à Moscou et le mari supposé de Mariam Charipova, l'une des deux femmes kamikazes auteurs de l'attaque, ce que le père de cette dernière a démenti bien que certaines agences de presse russe l'aient présenté comme tel. «Vagabov était l'organisateur des attaques suicide contre le métro de Moscou, il était activement impliqué dans le recrutement de jeunes pour la clandestinité et a organisé l'entraînement des kamikazes»  a affirmé le Comité national antiterroriste.
Le 15 juillet 2010, il est désigné "émir" de Sharia Jamaat par Dokou Oumarov en remplacement d'Oumalat Magomedov, éliminé par la police le 31 décembre 2009. Il assume également la charge de président de la cour du Tribunal Suprême de la charia de l'Émirat du Caucase en remplacement d'Anzor Astemirov, tué par les forces de sécurité russes en mars 2010. En raison de ses responsabilités et de sa longue expérience dans la guérilla, certaines sources le présentaient comme le n°2 de l'insurrection islamiste dans le Caucase du Nord.
Alexandre Torchine, membre du Comité national antiterroriste (NAK) et président de la commission du Caucase au Conseil de la fédération de Russie compare Vagabov au chef de guerre indépendantiste tchétchène Chamil Bassaïev, éliminé en juillet 2006, soulignant entre autres son charisme et sa maîtrise de l'arabe et du farsi. Chargé de l'endoctrinement de jeunes recrues et de kamikazes, il était perçu comme un idéologue du djihad en raison de ses connaissances religieuses acquises au cours de ses séjours au Moyen-Orient.

## Décès
Magomedali Vagabov est mort le 21 août 2010, éliminé au cours d'une opération antiterroriste menée par le FSB à Gounib, au sud-ouest de Makhachkala. Encerclé avec quatre autres militants à l'intérieur d'une maison, il est tué lors d'un échange de tirs après avoir tenté de fuir au cours des négociations l'invitant à se rendre. 
Son décès est reconnu par les insurgés le 29 août 2010 et confirmé par le FSB. Israpil Velijanov lui succède à la tête de Sharia Jamaat.